# UNESCO King Sejong Literacy Prize
Der UNESCO King Sejong Literacy Prize (deutsch: UNESCO-König-Sejong-Alphabetisierungspreis) ist einer der beiden internationalen Preise für Alphabetisierungsprojekte, die die UNESCO jährlich verleiht. Der Preis, mit dem Regierungen, Regierungs- und Nichtregierungsorganisationen (NGOs) für ihre Verdienste in Sachen Alphabetisierung ausgezeichnet werden können, ist mit einer Summe von 20.000 US$ dotiert und wird jeweils mit einer Silbermedaille und einem Zertifikat überreicht.

## Namensentlehnung
Der Preis wurde nach Sejong (1397–1450), dem vierten König der Joseon-Dynastie in Korea benannt. Sejong der Große, wie er in Anerkennung seiner Leistung auch genannt wurde, entwickelte mit einigen seiner Gelehrten Hangeul, eine eigene koreanische Schrift, die dem koreanischen Volk die Möglichkeit gab, passend zur Muttersprache über Hangeul Lesen und Schreiben zu erlernen. Er führte die neuentwickelte Schrift im Jahr 1446 ein und setzte sie gegen erhebliche Widerstände der koreanischen Aristokratie und Gelehrten, die bis dahin ausschließlich die chinesische Schrift benutzt hatten, durch. Sejong gilt seitdem als Beispiel für eine gelungene Alphabetisierung eines Volkes.

## Geschichte
Der Preis wurde 1989 von dem Ministerium für Kultur, Sport und Tourismus der Republik Korea gestiftet und kam im Jahr 1990 erstmals zur Verleihung. Im Oktober 1997 nahm die UNESCO das Hunminjeongeum-Manuskript, das Hangeul unter anderem in seiner Funktionsweise beschreibt, in das Memory of the World Register auf.
Seit dem Jahr 2009 lädt die Korean National Commission for UNESCO (KNCU) die jährlichen Gewinner des Preises zur Hangeul-Woche nach Südkorea ein. Die Ausgezeichneten werden durch ein Festwochenprogramm geführt, bei denen sie die Gelegenheit haben, neben historischen Plätzen auch die Bedeutung der Einführung der koreanischen Schrift in Bezug auf die Alphabetisierung des Landes kennenzulernen.

## Bisherige Preisträger
| Jahr | Organisation / Institution | Land          |
| ---- | --- | ------------- |
| 1990 | Kerala Sastra Sahithya Parishat (KSSP) Trivandrum, (Kerala Science Popularization Movement)                                             | Indien        |
| 1991 | Institute of Adult Education, University of Ghana                                                                                       | Ghana         |
| 1992 | Puduvia Arivoli Iyakkam Pondichery, India                                                                                               | Indien        |
| 1993 | Illiteracy Eradication and Adult Education Project, Ministry of Education                                                               | Jordanien     |
| 1994 | National Union for Tunisian Women (UNFT)                                                                                                | Tunesien      |
| 1995 | Pilot Literacy and Training for the Improvement of the Quality of Life of Rural Women (PROCALMUC)                                       | Ecuador       |
| 1995 | All-China Women’s Federation (ACWF) | China         |
| 1996 | Culture and Education Department of the Armed Forces, Ministry of Defense and Aviation                                                  | Saudi-Arabien |
| 1996 | Club UNESCO Dibwa Dia Ditumba | Zaire         |
| 1997 | Notre Dame Foundation for Charitable Activities Inc’s, Women in Enterprise Development (WED) Programme                                  | Philippinen   |
| 1997 | Togolese Cotton Company (SOTOCO) | Togo          |
| 1998 | General Authority for Literacy and Adult Education (GALAE)                                                                              | Ägypten       |
| 1998 | Permanent Illiteracy Eradication Group (Groupe Permanent de Lutte contre l’Illetrisme) (GPLI)                                           | Frankreich    |
| 1999 | Directorate for Adult Literacy and Training, Ministry of National Education                                                             | Niger         |
| 1999 | Ministry for the Promotion of Women and Human Development (PROMUDEH)                                                                    | Peru          |
| 2000 | Juvenile Education | Irak          |
| 2000 | National Literacy and Basic Education Directorate                                                                                       | Senegal       |
| 2001 | Tianshui Education Commission, Gansu Province                                                                                           | China         |
| 2001 | Alfatitbonit/Alfa Desalin Project | Haiti         |
| 2002 | Bunyad Literacy Community Council (BLCC)                                                                                                | Pakistan      |
| 2002 | Egypt-based Regional Centre for Adult Education (ASFEC)                                                                                 | Ägypten       |
| 2003 | Tembaletu Community Education Centre in South Africa                                                                                    | Südafrika     |
| 2003 | International Reflect Circle (CIRAC) (ein Netzwerk von NGOs)                                                                            |               |
| 2004 | AlfaSol (Solidarity in Literacy) presented by the Government of Brazil                                                                  | Brasilien     |
| 2004 | Steering Group of Literacy Education in Qinghai Province presented by the Government of China                                           | China         |
| 2005 | AULA Cultural Association submitted by the Government of Spain                                                                          | Spanien       |
| 2005 | GOAL submitted by ACTIONAID International                                                                                               | Sudan         |
| 2006 | Mother Child Education Foundation (ACEV)                                                                                                | Türkei        |
| 2006 | Youth and Adult Literacy and Education Chair of the Latin American and Caribbean Pedagogical University of the Republic of Cuba (IPLAC) | Kuba          |
| 2007 | Children’s Book Project | Tansania      |
| 2007 | Tostan | Senegal       |
| 2008 | People’s Action Forum programme: Reflect and HIV/AIDS                                                                                   | Sambia        |
| 2009 | Tin Tua’s Literacy Programme | Burkina Faso  |
| 2009 | Nirantar’s project „Khabar Lahariya (News Waves)“ in Uttar Pradesh                                                                      | Indien        |
| 2010 | Adult Education and Training Programme (EdFoA) of the General Directorate of Adult Training                                             | Kap Verde     |
| 2010 | Family Literacy (FLY) des Landesinstituts für Lehrerbildung und Schulentwicklung in Hamburg                                             | Deutschland   |
| 2011 | National Literacy Service | Burundi       |
| 2011 | „Bilingual Literacy for Life“ Program of the Institute for the Education of Adults                                                      | Mexiko        |
| 2012 | Directorate of Community Education Development                                                                                          | Indonesien    |
| 2012 | National Adult Literacy Programme, Pentecostal Church                                                                                   | Ruanda        |
| 2013 | Mother Tongue Literacy in the Guera Region programme, Federation of Associations for the Promotion of Guera Languages                   | Tschad        |
| 2013 | Saakshar Bharat (Literate India) Mission, National Literacy Mission Authority, Ministry of Human Resource Development                   | Indien        |

Quelle: Korean National Commission for UNESCO